# Мальяна
Мальяна (порт. Maliana) — місто в Східному Тиморі, розташоване за 149 км на південний захід від Ділі, столиці країни.
Мальяна має 22 000 жителів, є столицею муніципалітету Бобонару та адміністративного району Мальяна. Мальяна розташована за кілька кілометрів від кордону з Індонезією.